# Ikarus 260
Ikarus 260 — высокопольный автобус большого класса венгерской фирмы «Икарус», выпускался в 1971—2003 годах для городских и пригородных маршрутов. За 30 лет выпуска было сделано более 30 модификаций. Автобусы, поставлявшиеся в СССР, окрашивались в желтый цвет. Кузов автобуса — безрамный ферменный, сварной из трубчатых профилей, большей частью с закрытым поперечным сечением.
С 1993 по 1998 годы на заводах СВАРЗ и ЯАЗ в рамках капитального ремонта Ikarus 280 демонтировался прицеп с узлом сочленения и монтировалась задняя площадка от прицепа либо от списанного автобуса. В результате получался автобус, конструктивно аналогичный Ikarus 260. Также в нескольких случаях Ikarus 280 укорачивали, но заднюю площадку не монтировали — устанавливалась торцевая задняя маска. Эти автобусы работали в качестве техпомощи, в частности, в Минске. В Санкт-Петербурге, Самаре, Челябинске и Омске такие автобусы использовались и на городских маршрутах.

## Модификации
| Модификация                     | Описание | Внешние признаки | Формула дверей                          |
| ------------------------------- | --- | --- | --------------------------------------- |
| Ikarus 260.00                   | Первая модель 260-й серии. Годы выпуска: 1971—1985                                                                              | Маленькие форточки во всех окнах, надпись «IKARUS» спереди большими буквами, как у предшественника Ikarus 556                                                             | 4-4-4                                   |
| Ikarus 260.01                   | Первая модификация, которая начала поставляться в 1972 году в Советский Союз. Годы выпуска: 1972—1983                           | Отличается от 260.00 надписью «Ikarus» спереди меньшими буквами, смещенной вправо к поворотнику, форточки через окно. С 1981 года форточки стали большими, во всех окнах. | 4-4-4                                   |
| Ikarus 260.02                   | Производились для ГДР. Годы выпуска: 1972—1989                                                                                  | Отсутствуют форточки, кабина водителя не отделена от остального салона | 4-4-4                                   |
| Ikarus 260.03                   | Производились по заказам Будапешта. Годы выпуска: 1973—1990                                                                     | Планетарные двухстворчатые двери, большие форточки | 2-2-2                                   |
| Ikarus 260.04                   | Производились для Польши. Годы выпуска: 1975, 1981—1988                                                                         | Ширмовые двери как у 260.01—260.02, большие форточки как у 260.03 | 4-4-4                                   |
| Ikarus 260.06                   | Городской. Годы выпуска: 1974—1992                                                                                              | Двигатель Rába D2156HM6U, коробка передач - автоматическая Praga 2M70. Двери ширмовые, с 1985 года - планетарные.                                                         | 4-4-4 2-2-2(с 1985 года)                |
| Ikarus 260.18                   | Поставлялись в некоторые города СССР. Годы выпуска: 1980—1985                                                                   | Установлена автоматическая коробка передач "Львов-3".Ширмовые двери и большие форточки.Салон и декоративная облицовка как у 260.01                                        | 4-4-4                                   |
| Ikarus 260.20M                  | Пригородный. Производились для Венгрии. Годы выпуска: 1996—2003                                                                 | Большие форточки, отсутствует ср. дверь. | 2-0-2                                   |
| Ikarus 260.25                   | Модификация для Турции | Малые форточки во всех окнах, ширмовые двери | 4-4-4                                   |
| Ikarus 260.27                   | Пригородный. Годы выпуска: 1981—1989                                                                                            | Отсутствует средняя дверь, планетарные двери | 2-0-2                                   |
| Ikarus 260.30M                  | Городской. Производились для Кувейта и Венгрии. Годы выпуска: 1982, 1997—1999                                                   | Планетарные двери, большие форточки во всех окнах | 2-2-2                                   |
| Ikarus 260.32                   | Пригородный. Годы выпуска: 1982—1991                                                                                            | Отсутствует средняя дверь | 2-0-2                                   |
| Ikarus 260.37                   | Усовершенствованная модификация, которая заменила собой Ikarus 260.01 в 1984 году. Поставлялась в СССР. Годы выпуска: 1984—1989 | Широкие форточки, обновлённый дизайн отделки салона, чёрные поручни, перегородка со сдвижной дверью                                                                       | 4-4-4                                   |
| Ikarus 260.43                   | Пригородный. Годы выпуска: 1980—1989                                                                                            | Отсутствует задняя дверь | 4-4-0                                   |
| Ikarus 260.45                   | Городской. Производился для Будапешта. Годы выпуска: 1986—1991                                                                  | Двигатель - Rába D2156 HM6UT или Rába D10 UTS 150-155, коробка передач - автоматическая ZF 4HP 500-590. Двери планетарные. Перегородка со сдвижной дверью.                |                                         |
| Ikarus 260.46                   | Городской. Производился для Будапешта. Годы выпуска: 1986—1992                                                                  | Отличается от модификации 260.45 только коробкой передач - автоматической Voith Diwa D851.2                                                                               |                                         |
| Ikarus 260.47                   | Пригородный. Производился для Венгрии. Годы выпуска: 1988                                                                       | Большие форточки во всех окнах | 4-4-0                                   |
| Ikarus 260.50                   | Модернизированная модификация 260.37. Годы выпуска: 1988—1997                                                                   | «Ушастые» сиденья, перегородка кабины водителя без двери, двигатель - Rába D10.                                                                                           | 4-4-4 2-2-2                             |
| Ikarus 260.51                   | Модернизированная версия 260.27 для СССР. Годы выпуска: 1989—1996                                                               | | 2-0-2                                   |
| Ikarus 260.52                   | Городской. Годы выпуска: 1989—1991                                                                                              | |                                         |
| Ikarus 260.54A                  | Существует в единственном экземпляре в Венгрии. Год выпуска: 1993                                                               | Средняя дверь смещена вперёд на одну оконную секцию | 2-2-2                                   |
| Ikarus 260.54C                  | Пригородный. Годы выпуска: 1993—1995                                                                                            | | 2-0-2                                   |
| Ikarus 260.57                   | Городской. Годы выпуска: 1994—1995                                                                                              | |                                         |
| Ikarus 260.71                   | Модификация для Ирана, поставлялись в начале 90х                                                                                | | 2-0-2                                   |
| Ikarus 260.73A                  | Модификация для Польши. Годы выпуска: 1993—1995                                                                                 | |                                         |
| Ikarus 260.90                   | | |                                         |
| Бывшие Ikarus 280 (Ikarus 280K) | Капитально-восстановительный ремонт автобусов Икарус-280 путём отрезания прицепа                                                | Иногда получали официальное обозначение Ikarus 260 (280). | 2-2-2 (280.48 и 280.64); 4-4-4 (280.33) |

## Ikarus C60
Ikarus C60 является преемником Ikarus 260, представленным в 1999 году. Был выпущен только 1 автобус, который курсировал в Эгере до 2021 года с номерным знаком HAE-195, точное обозначение — Ikarus C60.30A. В отличие от Ikarus 260, Ikarus C60 имеет переднюю и заднюю части, аналогичные серии Classic. Другие автобусы с таким экстерьером (в Будапеште и Сольноке) — переоборудованные Ikarus 260. В 2022 году автобус был включён в программу спасения Volánbus Value Rescue.
- Вид спереди
- Вид сзади

## Ikarus 260T
Выпускались только опытные экземпляры, работавшие в Будапеште и Веймаре. В Таджикистане и КНДР собирались собственные варианты Ikarus-260T с электрооборудованием как российского, так и местного северокорейского производства. Последние в настоящий момент работают в Пхеньяне, собранные на Пхеньянской троллейбусной фабрике как Chollima 951.

## Памятники автобусу
- Памятник автобусу «Икарус-260» установлены в Гомеле и Воронеже.[источник не указан 3649 дней]

## Галерея
- Ikarus 260 в Воронеже
- Бывший Ikarus 280, переоборудованный в техничку ФАТП Москвы
- Ikarus 260.02 в Курске
- Ikarus 260.02 в Наумбурге (Германия)
- Ikarus 260.02, вид сзади (Йена, Германия)
- Ikarus 260.03 в Будапеште
- Ikarus 260 в Железногорскe (Красноярский край)
- Ikarus 260.32 в Венгрии